# Мильднер, Рудольф
Рудольф Мильднер (нем. Rudolf Mildner; 10 июля 1902, Йоханнешталь, Моравия, Австро-Венгрия — после 1946) — австрийский юрист, штандартенфюрер СС, начальник гестапо в Катовице и командир полиции безопасности и СД в Дании.

## Биография
Рудольф Мильнер родился 10 июля 1902 года в семье плотника. Посещал народную и городскую школу. В 1916 года в качестве добровольца пытался записаться в австрийскую армию, однако из-за малолетнего возраста был отправлен на флот, проходил подготовку на учебном артиллерийском судне «Марс». С 1 февраля по июль 1919 года состоял во фрайкоре в Судетской области, занимался шпионской деятельностью в Чехословакии. Летом 1921 года переехал на север Германии и поступил на работу в тороговый флот. Во время работы на флоте побывал в Южной Америке. В сентябре 1922 года вернулся в Австрию. С 1 июля 1923 года Мильднер обучался в полицейском управлении Зальцбурга и посещал вечернюю гимназию, получив в мае 1930 года аттестат зрелости. 10 ноября 1931 года вступил в НСДАП (билет № 614080). Изучал юриспруденцию и политологию в университете Инсбрука. В 1934 году получил докторскую степень по праву. В 1935 году поступил на службу в политическую полицию Мюнхена, где также получил немецкое гражданство. 3 сентября 1935 года был зачислен в ряды СС (№ 275741). В марте 1938 года после Аншлюса Австрии года был переведён в Линц, где стал заместителем руководителя местного отделения гестапо. В августе 1939 года Мильднер возглавил отделение гестапо в Зальцбурге.
С декабря 1939 года был начальником отделения гестапо в Хемнице и оставался на этом посту до начала 1941 года. С марта 1941 года был руководителем отделения гестапо в польском городе Катовице. С середины 1942 года руководил деятельностью военно-полевых судов в Верхней Силезии с округами Катовиц и Оппельн. С января 1943 года Мильднер был судьей военно-полевого суда, находившемся в блоке 11 концлагеря Освенцим. Этот суд вынес 2200 смертных приговоров. Как позже заявлял Мильднер на Нюрнбергском процессе, свои судебные функции он выполнял дважды в месяц и выносил большое количество смертных приговоров. Сами казни приводились в исполнение через два часа в его присутствии. По описанию бывшего унтершарфюрера СС Пери Броада, служившего в Освенциме, Мильднер был «одним из самых кровожадных мясников Третьего рейха, человеком с бычьей шеей, с ледяными и жестокими глазами». Кроме того, Мильднер проводил депортации евреев в концлагерь Освенцим. С 5 по 11 мая 5200 польских евреев были депортирован из гетто в Бендзине, Домброва-Гурнича, Гляйвице, Заверце в Освенцим, где они были уничтожены в газовой камере. Летом 1943 года занимался ликвидацией гетто в Верхней Силезии. 7 сентября 1943 года был назначен командиром полиции безопасности и СД в оккупированной Дании. Мильднер должен был принять меры против датского движения сопротивления и евреев, однако 7000 евреев покинуло страну, перебравшись в соседнюю Швецию. В октябре 1944 Мильднеру удалось арестовать 481 еврея, которые вместе со 150 датскими коммунистами на корабле были доставлены в Германию. 2 октября 1943 года Мильднер сообщил в главное управление имперской безопасности, что 7 женщин были отправлены в концлагерь Равенсбрюк, а 143 мужчин — в концлагерь Штуттгоф. Большинство датских евреев были депортированы в Терезиенштадт, почти все из них пережили войну. В начале января 1944 года оставил пост, который перешёл к штандартенфюреру СС Отто Бовензипену. В январе и феврале 1944 года был инспектором полиции безопасности и СД в Касселе. С марта по июнь 1944 года руководил специализированным отделом IV A5 в главном управлении имперской безопасности (РСХА). В декабре 1944 года переведён в Вену, где стал инспектором полиции безопасности и СД, а с декабря 1944 года — командиром полиции безопасности и СД (KdS). 8 апреля 1945 года участвовал в публичной казни трёх борцов движения сопротивления во Флоридсдорфе.
30 мая 1945 года был арестован американцами в городе Кирхдорф-ан-дер-Кремс. На Нюрнбергском процессе дал показания против бывшего руководителя главного управления имперской безопасности Эрнста Кальтенбруннера. В сентябре 1946 году бежал из американского лагеря в Лангвассере под Нюрнбергом. В 1960 году прокуратура Вены захотела провести расследование против него, однако результатов не добилась. 27 июня 1969 года земельный суд Зальцбурга признал его умершим.